# Theta Arae
Theta Arae (θ Ara / θ Arae) è una stella supergigante azzurra di magnitudine 3,66 situata nella costellazione dell'Altare. Dista 813 anni luce dal sistema solare.

## Osservazione
Si tratta di una stella situata nell'emisfero celeste australe. La sua posizione è fortemente australe e ciò comporta che la stella sia osservabile prevalentemente dall'emisfero sud, dove si presenta circumpolare anche da gran parte delle regioni temperate; dall'emisfero nord la sua visibilità è invece limitata alle regioni temperate inferiori e alla fascia tropicale. Essendo di magnitudine 3,7, la si può osservare anche dai piccoli centri urbani senza difficoltà, sebbene un cielo non eccessivamente inquinato sia maggiormente indicato per la sua individuazione.
Il periodo migliore per la sua osservazione nel cielo serale ricade nei mesi compresi fra fine giugno e novembre; nell'emisfero sud è visibile anche per tutta la primavera, grazie alla declinazione boreale della stella, mentre nell'emisfero nord può essere osservata limitatamente durante i mesi della tarda estate boreale.

## Caratteristiche fisiche
La stella è una supergigante blu con una massa 9 volte quella solare ed un raggio 20 volte superiore. Ha una magnitudine assoluta di -3,8 e la sua velocità radiale positiva indica che la stella si sta allontanando dal sistema solare.